# Коршув (ґміна)
Ґміна Коршув — адміністративна субодиниця Коломийського повіту Станіславського воєводства та у Крайсгауптманшафті Коломия Дистрикту Галичина Третього Райху. Село Коршів було центром сільської ґміни Коршув.
Утворена 1 серпня 1934 року згідно з розпорядженням Міністерства внутрішніх справ РП від 26 липня 1934 за підписом міністра Мар'яна Зиндрама-Косьцялковського під час адміністративної реформи з попередніх самоврядних сільських гмін Хлєбичин Лєсни, Черемхув, Коршув, Ліскі, Міхалкув, Жукоцін.
У 1934 р. територія ґміни становила 91,9 км². Населення ґміни станом на 1931 рік становило 10 269 осіб. Налічувалось 2 275 житлових будинків.
Ґміна ліквідована в 1940 р. у зв’язку з утворенням Коршівського району.
Гміна (волость) була відновлена на час німецької окупації з липня 1941 р. до березня 1944 р. До неї було приєднано ґміну Камьонкі Вєлькє (села Фатовець і Велика Кам'янка), натомість передані села Лісний Хлібичин і Черемхів до ґміни Слобідка Лісна (колишня Свєнти Станіслав).
На 1.03.1943 населення ґміни становило 10 335 осіб..
Після зайняття території ґміни Червоною армією в 1944 р. ґміну ліквідовано і відновлений Коршівський район.